# Тутвал ап Гворемор
Тутвал ап Гворемор (корн. Tutwal ap Guoremor; 375—425) — король Думнонии (415—425).

## Биография
Святой Тудвал был сыном Гворемора ап Гадеона. Его женой была Грацианна, дочь Магна Максима. Их дочь Прауста стала женой Брихана из Брекнока.
В 425 году Тутвал ап Гворемор умер и королём стал его сын Кономор.